# Gouandiaka
Gouandiaka is een gemeente (commune) in de regio Sikasso in Mali. De gemeente telt 26.000 inwoners (2009).